# AS Gien
Hiệp hội Sportive de Gien là một câu lạc bộ bóng đá Pháp. Đội có trụ sở tại thị trấn Gien và sân vận động của họ là Stade Municipal Wilson. Kể từ mùa giải 2009 – 10, câu lạc bộ chơi ở Division d'Honneur Regionale de Centre, giải hạng bảy của bóng đá Pháp.